# شيح
الشِّيحُ أو الشويلاء جنس نباتات عُشبيَّة برّيَّة مُعَمِّرَة، مُخشَوْشِبَة، من الفصيلة النجمية (المركّبات الأنبوبيَّة الزّهر). أنواعُه عديدة منتشرة في مُعظم أصقاع العالم، منها البريَّة، والطبيَّة، والصِّناعيَّة، والتّزينيَّة. فُروعُها نحيلة مُخشَوشبة. أوراقها مُتعاقبة، زَبّاءُ النَّصل، أزهارُها دقيقة، رُويسيَّة يغلبُ عليها اللَّونُ الأخضر المُوشّى بالأصفَر، أشهر أنواعه الشُّوَيْلاء والعَبَيْثَران، وهي من النّباتات الطبيَّة الّتي تقطع البلغم، وتُخرج الدّيدان، وتُذهب الفُواق والمغص.

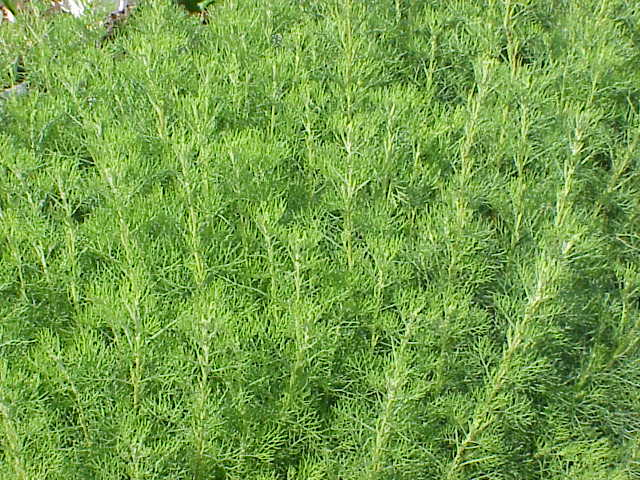
نبات الشيح النحيل

## منأنواعهالواطنةفيالوطن العربي
- الشيح الأردني (باللاتينية: Artemisia jordanica)
- الشيح الحولي (باللاتينية: Artemisia annua)
- شيح سيبر (باللاتينية: Artemisia sieberi)
- الشيح الشجيري (باللاتينية: Artemisia arborescens)
- شيح العطارين (باللاتينية: Artemisia judaica)
- شيح فرلوه (باللاتينية: Artemisia verlotiorum)
- الشيح المكنسي (باللاتينية: Artemisia scoparia)
- الشيح وحيد البذرة أو العاذر[8] أو العادر</ ref name = “العاذر”> أو الآء أو الأَلَاء (باللاتينية: Artemisia monosperma)

1. الشيح البلدي: ينتشر في شمال إفريقيا وسوريا وإيران وتركيا ويحتوي على 3% زيت طيار. وينتشر أيضاً في المناطق الوسطى والشمالية والشرقية من المملكة العربية السعودية، وهو يستعمل طبياً لاحتوائه على مادة «السانتونين» الطاردة للديدان المعوية. ويستخدم في الطب الشعبي علي الشيح «المصري»: على هيئة منقوع يشرب لمدة ثلاثة أيام متتالية قبل النوم لطرد الديدان.

1. ينتشر في شبه جزيرة سيناء ويحتوي على 6ر1% زيت طيار، وهو أقل فعالية من الشيح البلدي.

شيح المناطق البحرية: ينتشر في غرب أوروبا وأواسط آسيا. ويستخلص منه مادة «السانتونين» الفعالة بالإضافة إلى احتوائه على مادة « آرتميزين» والتي ليس لها مفعول طبي.
1. الشيبة (شجرة مريم): يسمى أيضا «دقن الشيح» وهو من الأنواع الطبية التي تحتوي على مادة «السانتونين». وينمو برياً ولا يزرع.
2. الترجون: ويسمي أيضا الطرَّاقون وينتشر في أوروبا الآسيوية. ويزرع في فرنسا لزيته. ولا يحتوي على مادة «السانتونين» ويعتبر من مجموعة نباتات التوابل حيث تستخدم أوراقه المسحوقة لتحسين نكهة الطعام، خاصة الأسماك المطبوخة.
3. العناب عويذران، عاذر: وينتشر في المنطقتين الوسطى والشرقية من المملكة. حيث يستخدم عصيره الطازج لتسكين آلام الأذن كما يستخدم منقوع النبات كمسهل قوي.

1. بعيثران، شيح، شيح بلدي، شيحان: وينتشر هذا النوع أيضا في شمال الحجاز وجنوبه والمنطقتين الوسطى والشرقية، وكذلك في شبه جزيرة سيناء، وجبل علبة في جمهورية مصر العربية. ويستعمل منقوع أوراقه وقممه الزهرية لطرد الغازات وإدرار الطمث.

1. عاذر، غبيرة، عادر: ينتشر في المنطقة الوسطى الشرقية من صحراء النفود في المملكة. ويستخدم مسحوق النبات الجاف معلقا في الماء الدافئ مع ملعقة عسل عند النوم ضد الإمساك. كما يستعمل نفس الخليط مرتين في اليوم قبل الوجبات ضد الروماتيزم. كما يستعمل مغلي النبات لعلاج البرد.

## استعمالات الشيح
لأوراقه رائحة عطرية قوية وطيبة، يستعمل في الطب، ترعاه الماشية، ويصنف كحار يابس.
يستعمل النبات كاملاً عدا جذوره والمواد الفعالة في الشيح زيته ومادة السانتونين المتوفرة فيه والفعالة في طرد الديدان من المعدة، كما أنه يقطع البلغم ويُذهب الفُواق، و المغص ويستعمل مغليه لعلاج الحميات ومنقوعه في تخفيف البول السكري. يُخلَط رمادُها مع أي دهن فيُزيل داء الثّعلب، والحزاز، وتُستخدم أوراق الشيح كبخور حيث يحرق في المنازل لتطهيرها من الروائح الكريهة ولطرد الهوام، والثّعابين، والحشرات.

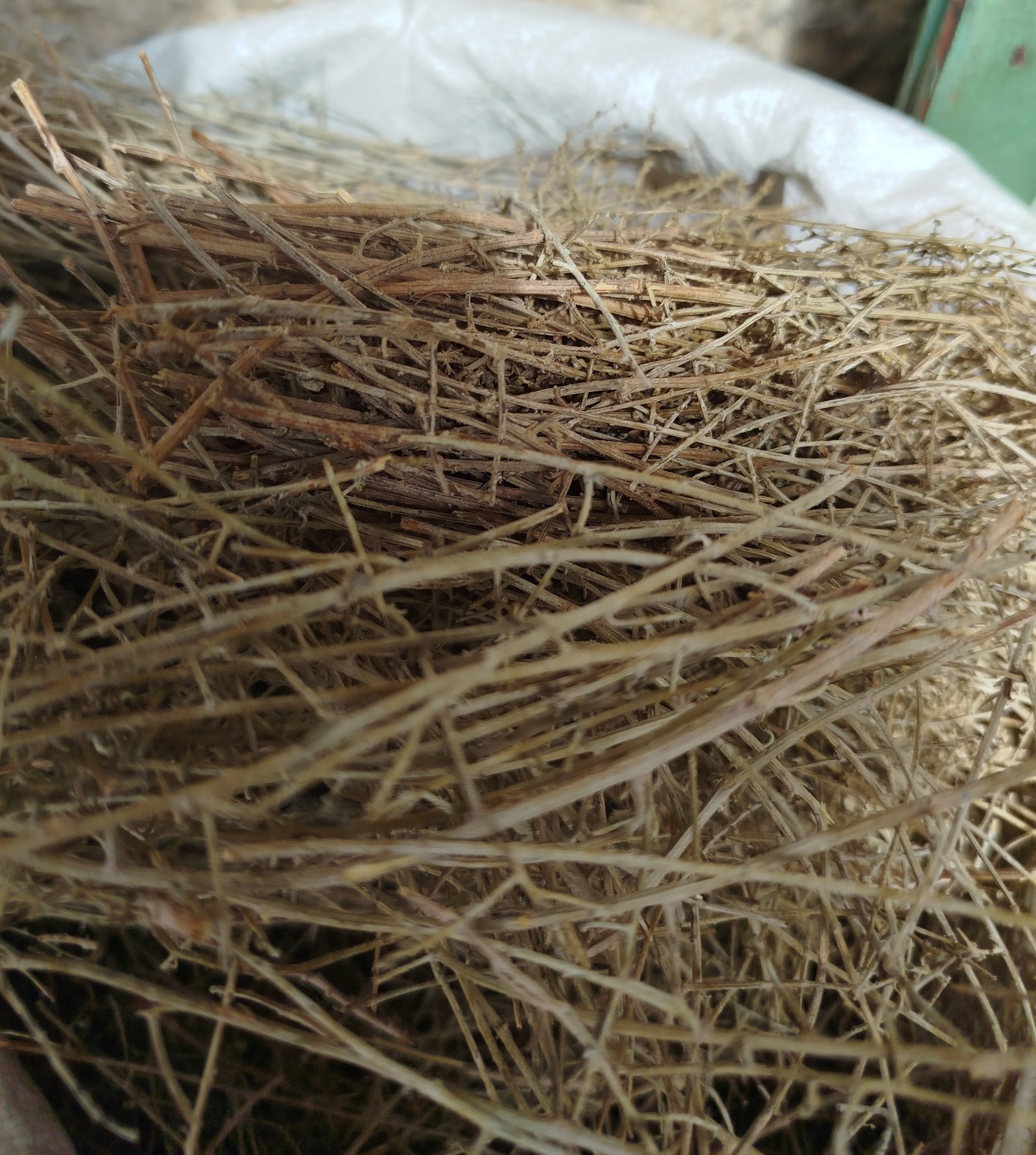
نبات شيح مجفف

يجب مراعاة عدم المبالغة في استخدامه بسبب مادة السانتونين ذات الآثار السمية إذا استخدمت بكثرة، أو بصورة مستمرة.

## وصلات خارجية
- نبتة الشيح بين الطب والبستنة